# Entedon pini
Entedon pini är en stekelart som beskrevs av Yang 1996. Entedon pini ingår i släktet Entedon och familjen finglanssteklar. Inga underarter finns listade i Catalogue of Life.